# Gyponana eleganta
Gyponana eleganta är en insektsart som beskrevs av Delong och Freytag 1972. Gyponana eleganta ingår i släktet Gyponana och familjen dvärgstritar. Inga underarter finns listade i Catalogue of Life.